# 王爺坑
王爺坑，是臺灣新竹縣芎林鄉的一個傳統地域名稱，位於該鄉東南部。相較於今日行政區，其範圍大致與永興村相近。

## 歷史
台灣清治末期至日治初期，王爺坑地區為一街庄，稱為「王爺坑庄」，隸屬於竹北一堡。該庄西北與倒別牛庄、中坑庄為鄰，北與下橫坑庄、上橫坑庄為鄰，東及東南與鹿藔坑庄為鄰，西南邊為山豬湖庄、鷄油林庄，西邊為石壁潭庄。
1901年（日治明治三十四年）11月，全台廢縣廳改設二十廳，該庄隸屬於新竹廳。1909年（明治四十二年）10月，合併二十廳為十二廳，該庄隸屬不變。1920年（大正九年），廢十二廳改設五州二廳，該庄改制為「王爺坑」大字，隸屬於新竹州竹東郡芎林庄。
戰後芎林庄改制為芎林鄉，隸屬於新竹縣，大字亦改制為村。1950年桃、竹、苗分治，芎林鄉隸屬不變。

## 交通
縣道120號（富林路二段～一段）是竹北下斗崙至尖石八五大橋的道路，也是頭前溪北岸主要的連絡道路，大致以西北—東南走向經過王爺坑地區西南端，向西北可前往竹林交流道、六家北郊後於竹北下斗崙與省道台1線交會，向東南可前往內灣、尖石等地。
鄉道竹36線是十股林至王爺坑的道路，可前往王爺坑山區。